# Amorpha modesta
Amorpha modesta är en fjärilsart som beskrevs av Harris sensu Clemens 1859. Amorpha modesta ingår i släktet Amorpha och familjen svärmare. Inga underarter finns listade i Catalogue of Life.